# Jaume Creus i Martí
 (mars 2023).
Si vous disposez d'ouvrages ou d'articles de référence ou si vous connaissez des sites web de qualité traitant du thème abordé ici, merci de compléter l'article en donnant les références utiles à sa vérifiabilité et en les liant à la section « Notes et références ».
Jaume Creus i Martí (en catalan) ou  Jaime Creus y Martí (en castillan) est né à Mataró, le 20 juin 1760 et mort à Tarragone le 17 septembre 1825. C'est un religieux et homme politique catalan. Il étudia au Séminaire de Barcelone, où il fut ensuite professeur, puis exerça à la Garriga. Après son doctorat en théologie à l'Université de Cervera, il obtient la chaire de chanoine à la Seu d'Urgell.
Pendant la  guerre d'indépendance espagnole il est nommé président de la Junte Provinciale de Catalogne et le 23 février 1810 est élu député au Cortes de Cadix. Même s'il était ouvertement traditionaliste et partisan de l'absolutisme, il a voté pour la souveraineté nationale et a été un des signataires de la Constitution espagnole de 1812. Il a fait partie de la commission chargée d'élaborer le projet de Règlement Intérieur du Parlement Espagnol et il a été nommé Président du Parlement du 24 juin au 23 juillet 1811, de telle sorte qu'il dut intervenir devant la Régence du Royaume. Conjointement avec Felip Aner d'Esteve, il propose que la présidence de la Régence soit exercée par tour de rotation, et il vote contre la nomination du duc de Wellington comme général en chef des troupes coalisées qui luttaient contre Napoléon Ier.
De 1815 à 1820 il est nommé évêque de Minorque, où déjà il a prouvé ses idées absolutistes en commençant l'action de l'épiscopat catalan contre la Constitution de 1812. Il cherche, sans y réussir, à y fonder un séminaire.
En 1820 il obtient une promotion avec l'archidiocèse de Tarragone, mais les nouvelles autorités du triumvirat libéral, en se basant sur des dénonciations formulées par la mairie de Reus, s'opposèrent à sa nomination, à cause de l'attitude contre-révolutionnaire du clergé.
En 1821 il obtient la Régence d'Urgell, qu'il assume conjointement avec Bernardo Mozo de Rosales, marquis de Mataflorida, et le baron d'Eroles.
Quand en 1823 a été restaurée la royauté absolue de Ferdinand VII il put enfin prendre possession de l'archidiocèse de Tarragone et meurt l'année suivante.
Il repose à Tarragone.